# Rudesjön (Kyrkhults socken, Blekinge, 625187-142064)
Rudesjön är en sjö i Olofströms kommun i Blekinge och ingår i Skräbeåns huvudavrinningsområde.